# کاسکاخارس د لا سیرا
کاسکاخارس د لا سیرا (به اسپانیایی: Cascajares de la Sierra) یک شهرستان در اسپانیا است.